# Shadow of the Day
"Shadow of the Day" är den tredje singeln som gjordes för Linkin Parks tredje album Minutes to Midnight. Den släpptes den 16 oktober 2007 i USA, 12 november i Europa och 24 november i Australien. 
Den spelades för första gången på en live-spelning under turnén Projekt Revolution i Auburn, Washington den 25 juli 2007.

## Bakgrund
Shadow of the Day är den näst längsta låten på Minutes to Midnight. Den innehåller endast sång från Chester Bennington, vilket är mycket ovanligt för bandet. Versionen på albumet är något annorlunda från singelversionen. Den är längre på grund av ett instrumentalt efterspel som leder in den kommande låten i albumet, What I've Done.
Under Projekt Revolution-turnén, spelade Chester gitarr samtidigt som han sjöng. Detta är, precis som att Chester är den enda sångaren i låten, mycket ovanligt för bandet. Brad Delson, som är huvudgitarristen, och Mike Shinoda, som är andregitarristen, brukar ta hand om gitarrdelarna i låten. Chester brukar sjunga, men inte ensam.
Musikvideon till Shadow of the day regisserades av Linkin Parks DJ Mr.Hahn. Videon är ämnad från den synvinkeln att det är inbördeskrig i USA och under musikvideons gång utbryter det en demonstration mot polisen. Musikvideon börjar med att bandets sångare (Chester Bannington) vaknar upp i sin lägenhet, och den avslutas med att han är mitt inne i kriget mellan polisen och demonstranterna. Ju längre in på sången det går, ökar tempot i låten och musikvideon växer till sig mer och mer.

### Not
1. ↑  HMV.com: Music CDs, DVDs, Games & More